# Штайг
Штайг (нім. Staig) — громада в Німеччині, знаходиться в землі Баден-Вюртемберг. Підпорядковується адміністративному округу Тюбінген. Входить до складу району Альб-Дунай.
Площа — 17,74 км2. Населення становить 3243 ос. (станом на 31 грудня 2020).